# Dialta
Dialta là một chi bướm đêm thuộc họ Noctuidae.